# Oceanitis cincinnatula
Oceanitis cincinnatula är en svampart som först beskrevs av Shearer & J.L. Crane, och fick sitt nu gällande namn av J. Dupont & E.B.G. Jones 2009. Oceanitis cincinnatula ingår i släktet Oceanitis och familjen Halosphaeriaceae.   Inga underarter finns listade i Catalogue of Life.